# İrfan Kahveci
İrfan Can Kahveci (n. 15 iulie 1995, Bayat⁠(d), Ankara (il), Turcia) este un fotbalist profesionist turc care joacă ca mijlocaș central pentru clubul Süper Lig Fenerbahçe și pentru echipa națională a Turciei.